# Hall of the Mountain King
Pistes de The Who Sell Out
Early Morning Cold Taxi Girl's Eyes
Hall of the Mountain King est une chanson du groupe britannique The Who de 1967, parue en titre bonus dans l'édition remasterisée de The Who Sell Out (1995). 
C'est une reprise de Dans l'Antre du Roi de la Montagne, morceau de musique classique composé par Edvard Grieg pour la pièce de théâtre Peer Gynt, écrite par l'auteur norvégien Henrik Ibsen en 1867 et jouée pour la première fois à Oslo le 24 février 1876.

## Genèse et enregistrement
Le morceau, arrangé par les Who, a été enregistré dans un studio inconnu à Londres, le 28 avril 1967.
John Entwistle, bassiste des Who, raconte au sujet de Hall of the Mountain King :
« Il y a longtemps, nous avions prévu de faire un morceau instrumental sous le titre Instrumental - No Title, et ensuite il y a eu Hall Of The Mountain King. Nous l'avons enregistré, et il rendait bien hors du studio, mais une fois dedans ça ne sonnait plus si excitant. Il y avait un tas d'erreurs, nous avons donc écarté l'idée. »

## Autres reprises
- The Offspring - Let the Bad Times Roll (2021)
- Epica - The Classical Conspiracy (2009)
- Trans-Siberian Orchestra - Nightcastle (2008 The Mountain)
- Apocalyptica - Cult (2000)
- Rainbow - Stranger In Us All (1995)
- Savatage - Hall of the Mountain King (1987)
- Trent Reznor & Atticus Ross - ''The Social Network'' Motion Picture Soundtrack (album) - In The Hall of the Mountain King (2010)
- Deep Purple - Live At Schleyer Halle (1993)

## Sources et liens externes
- Notes sur The Who Sell Out
- Tablatures pour guitare de Hall of the Mountain King